# Carmelo Abela

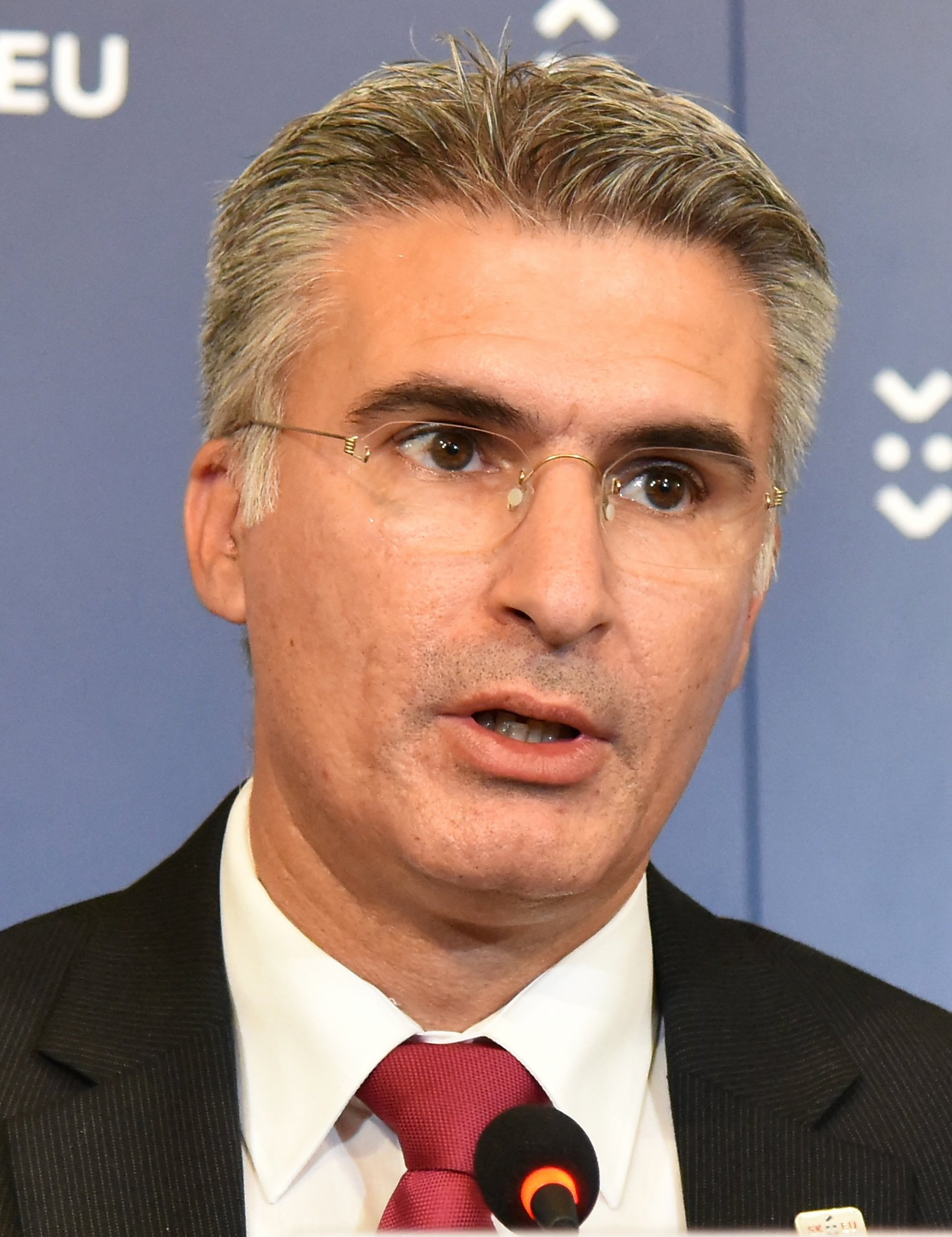
Carmelo Abela

Carmelo Abela (* 10. Februar 1972 in Malta) ist ein maltesischer Politiker der Partit Laburista. Vom 15. Januar 2020 bis zum 20. Februar 2022 war er Minister ohne Geschäftsbereich für Nachhaltige Entwicklung, sozialer Dialog und die Umsetzung des Wahlmanifests im Kabinett Abela I. 
Vom 9. Juni 2017 bis zum 15. Januar 2020 war er Außenminister von Malta. Zuvor war er vom 9. Dezember 2014 bis zum 9. Juni 2017 Innenminister.
Er ist seit 1996 Mitglied des Repräsentantenhauses. 